# ジョーダン・ヘンダーソン
ジョーダン・ブライアン・ヘンダーソン （Jordan Brian Henderson、1990年6月17日 - ）は、イングランド・サンダーランド出身のサッカー選手。プレミアリーグ・ブレントフォードFC所属。イングランド代表。ポジションはミッドフィールダー。2020年以降センターバックとして起用されていたこともあった。

## クラブ経歴

### 生い立ち
サンダーランドAFCに加入する前は地元サンダーランドのスポーツ・カレッジ(Farringdon Community Sports College)に通っていた。

### サンダーランド
2008年にチェルシー戦でデビュー。2009年にはコヴェントリー・シティFCにローン移籍した。シーズン終了とともにサンダーランドのファーストチームに戻り、カーリング・カップのバーミンガム戦でファーストチーム初ゴールを挙げた。また、マンチェスター・シティ戦でプレミアリーグ初ゴールを挙げた。

### リヴァプール

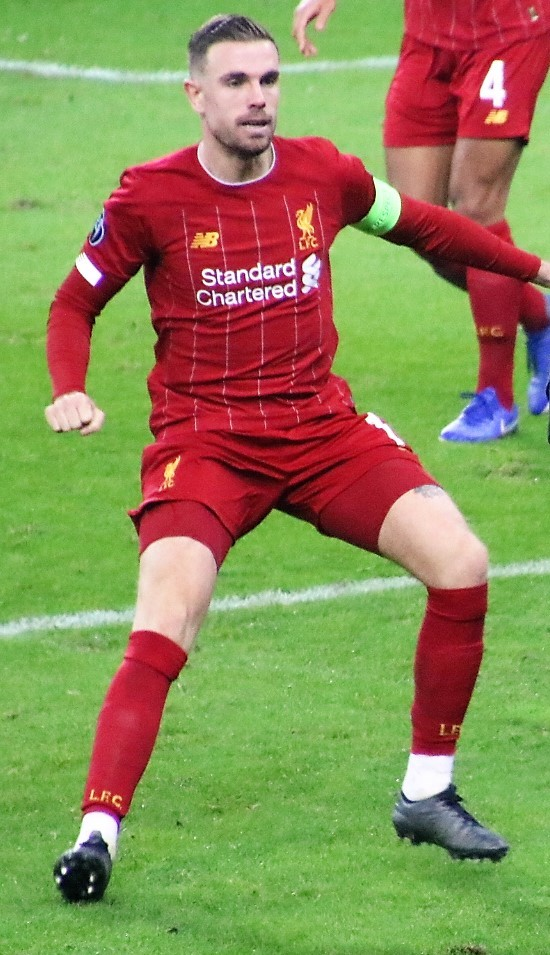
リヴァプールでのヘンダーソン（2019年）

2011年にリヴァプールに移籍。度重なる怪我の影響で活躍できず、このシーズン開幕前にはブレンダン・ロジャーズより、「移籍先を探してもよい」と事実上の戦力外通告を受けていた。しかし、このシーズン中盤以降にジョー・アレンの負傷も重なり、レギュラーの座についた。
2014-15シーズンシーズンからリヴァプールの副キャプテンに就任した。キャプテンのスティーヴン・ジェラードが不在の時はキャプテンを任された。しかし、2014-15シーズンもリヴァプールは無冠に終わり、キャプテンのジェラードもチームを去ることになった。
長年キャプテンを務めていたジェラードが退団し、有力な次期キャプテン候補と見られ、2015-16シーズンからリヴァプールのキャプテンに就任。
2016-17シーズン、2016年9月19日のチェルシー戦で25ヤードのシュートを決めチームを勝利に導いた。また、このゴールは2016年9月の最優秀ゴールに選ばれたが 、2016-17シーズンは怪我の為24試合の出場に留った。
2017-18シーズン、UEFAチャンピオンズリーグ決勝ではレアル・マドリードに敗れたが、キャプテンとしてチームを決勝に導き、2018年9月、リヴァプールと5年間の契約延長に達した。
2018-19シーズン、チャンピオンズリーグ準決勝バルセロナ戦の2ndレグではディヴォック・オリジのゴールにつながるシュートを放つなど、フル出場し、キャプテンとしてチームを2年連続の決勝へ導いた。決勝のトッテナム・ホットスパー戦でも先発フル出場し、優勝カップを掲げた。
2019-20シーズン、FIFAクラブワールドカップ、準決勝のモンテレイ戦では初めてセンターバックとしてプレーして勝利。決勝のフラメンゴ戦では本来の中盤でプレーし、前身のトヨタカップを含めチーム初の世界一のタイトル獲得に貢献した。加入後これまでで最良のシーズンを過ごし、チームにとって欠かせないキャプテンとして、30年振りとなるリーグ優勝に貢献した、FWA(イングランド・サッカー記者協会)が選ぶ年間最優秀選手賞を受賞した。
2020-21シーズン、2月20日のエヴァートン戦で負傷、長期離脱の見込みとなった。
2021-22シーズン、9月15日に行われたチャンピオンズリーグのACミラン戦でヘンダーソンは同大会では7年振りとなるゴールを決めて勝利した、13日後に開催されたFCポルトとの対戦でクラブ通算400試合出場を果たした。

### アル・イテファク
2023年7月27日、かつてのチームメイトであるスティーブン・ジェラード監督率いるアル・イテファクに移籍が完了したことがリヴァプールのクラブ公式サイトで発表された。しかしチームは8位と苦戦し、ヘンダーソン自身も環境の変化に対応しきれず、退団を希望としていると伝えられた。

### アヤックス
2024年1月18日、アル・イテファクとの契約を解除し、アヤックス・アムステルダムへ2年半契約を結んだことが発表された。

## 代表経歴
2009年、U-19チェコ代表戦でU-19イングランド代表デビュー。U-21イングランド代表にも選出され、U-21ルーマニア代表戦では代表初ゴールとなるボレーシュートを決めている。2010年にはイングランドA代表に選出され、フランス戦でデビューした。
2014年のワールドカップメンバーに選出されると、グループリーグでは2試合に先発出場（ともに途中交代、1試合は欠場）したがチームはコスタリカに首位通過を許し、ウルグアイ、イタリアにも後れを取り、最下位で敗退となった。
UEFA EURO 2016のメンバーに選ばれ、グループステージ最終戦のスロバキア戦でプレーした。
2018 FIFAワールドカップメンバーに選出された。ベスト16のコロンビア戦ではPK戦でPKを失敗したが、チームは勝利した。
2020年、UEFAネーションズリーグ3位に導いた功績や、EURO2020出場を決めた功績が評価され、ラヒーム・スターリング、ハリー・ケインらを抑えイングランド代表年間最優秀選手に選ばれた。
2021年、UEFA EURO 2020、準々決勝のウクライナ戦では途中出場すると、メイソン・マウントのコーナーキックを頭で合わせゴール、約25年振りとなる準決勝進出に貢献した。このゴールは、自身のフル代表初ゴールとなった。
2022年、ワールドカップカタール大会のメンバーに選出され、決勝トーナメント1回戦のセネガル戦で先制点となるゴールを挙げた。

## エピソード
- リヴァプールでチームメイトであったルイス・スアレスとは当初は不仲であった。しかし、次第にチームメイトとして接していくうちに仲良くなり互いに尊敬するようになったという[29]。
- 2015年に左足に足底筋膜炎を抱えている事が報道された。以後もその痛みと闘い続けている[30]。
- 2022年10月9日、プレミアリーグのアーセナルFC戦においてヘンダーソンがガブリエウに対して人種差別的な発言をしたとして小競り合いに発展した。主審が事態を把握して両チームの監督に事情を説明する事態となった。試合後、FAはこの件に関して調査を行うと発表。当事者双方とこの騒動のとき付近にいた6人の選手への聞き取り、様々な角度によるビデオ映像の確認、言語学の専門家による読唇術の証拠などの調査を行った結果、問題の発言の確認は出来なかったとしていかなる処分も下さないとFAは公式発表した[31]。

## 個人成績

### クラブでの成績
2023年7月28日現在
| クラブ                | シーズン | リーグ             | リーグ | リーグ | カップ | カップ | リーグ杯 | リーグ杯 | 国際大会 | 国際大会 | その他 | その他 | 通算 | 通算 |
| クラブ                | シーズン | ディビジョン       | 出場   | 得点   | 出場   | 得点   | 出場     | 得点     | 出場     | 得点     | 出場   | 得点   | 出場 | 得点 |
| --------------------- | -------- | ------------------ | ------ | ------ | ------ | ------ | -------- | -------- | -------- | -------- | ------ | ------ | ---- | ---- |
| サンダーランド        | 2008-09  | プレミアリーグ     | 1      | 0      | 0      | 0      | 1        | 0        | —        | —        | —      | —      | 2    | 0    |
| サンダーランド        | 2009-10  | プレミアリーグ     | 33     | 1      | 2      | 0      | 3        | 1        | —        | —        | —      | —      | 38   | 2    |
| サンダーランド        | 2010-11  | プレミアリーグ     | 37     | 3      | 1      | 0      | 1        | 0        | —        | —        | —      | —      | 39   | 3    |
| サンダーランド        | 通算     | 通算               | 71     | 4      | 3      | 0      | 5        | 1        | —        | —        | —      | —      | 79   | 5    |
| コヴェントリー (loan) | 2008-09  | チャンピオンシップ | 10     | 1      | 3      | 0      | —        | —        | —        | —        | —      | —      | 13   | 1    |
| リヴァプール          | 2011-12  | プレミアリーグ     | 37     | 2      | 5      | 0      | 6        | 0        | —        | —        | —      | —      | 48   | 2    |
| リヴァプール          | 2012-13  | プレミアリーグ     | 30     | 5      | 2      | 0      | 2        | 0        | 10       | 1        | —      | —      | 44   | 6    |
| リヴァプール          | 2013-14  | プレミアリーグ     | 35     | 4      | 3      | 0      | 2        | 1        | —        | —        | —      | —      | 40   | 5    |
| リヴァプール          | 2014-15  | プレミアリーグ     | 37     | 6      | 7      | 0      | 4        | 0        | 6        | 1        | —      | —      | 54   | 7    |
| リヴァプール          | 2015-16  | プレミアリーグ     | 17     | 2      | 0      | 0      | 3        | 0        | 6        | 0        | —      | —      | 26   | 2    |
| リヴァプール          | 2016-17  | プレミアリーグ     | 24     | 1      | 0      | 0      | 3        | 0        | —        | —        | —      | —      | 27   | 1    |
| リヴァプール          | 2017-18  | プレミアリーグ     | 27     | 1      | 1      | 0      | 1        | 0        | 12       | 0        | —      | —      | 41   | 1    |
| リヴァプール          | 2018-19  | プレミアリーグ     | 32     | 1      | 0      | 0      | 1        | 0        | 11       | 0        | —      | —      | 44   | 1    |
| リヴァプール          | 2019-20  | プレミアリーグ     | 30     | 4      | 0      | 0      | 0        | 0        | 6        | 0        | 4      | 0      | 40   | 4    |
| リヴァプール          | 2020-21  | プレミアリーグ     | 21     | 1      | 1      | 0      | 0        | 0        | 6        | 0        | 0      | 0      | 28   | 1    |
| リヴァプール          | 2021-22  | プレミアリーグ     | 35     | 2      | 5      | 0      | 5        | 0        | 12       | 1        | —      | —      | 57   | 3    |
| リヴァプール          | 2022-23  | プレミアリーグ     | 35     | 0      | 2      | 0      | 1        | 0        | 4        | 0        | 1      | 0      | 43   | 0    |
| リヴァプール          | 通算     | 通算               | 360    | 29     | 26     | 0      | 28       | 1        | 73       | 3        | 5      | 0      | 492  | 33   |
| 総通算                | 総通算   | 総通算             | 441    | 34     | 32     | 0      | 33       | 2        | 73       | 3        | 5      | 0      | 584  | 39   |

### 代表での出場
- 国際Aマッチ 81試合 3得点（2010年-）[47]

2024年1月1日現在
| イングランド代表 | 国際Aマッチ | 国際Aマッチ |
| 年               | 出場        | 得点        |
| ---------------- | ----------- | ----------- |
| 2010             | 1           | 0           |
| 2012             | 4           | 0           |
| 2013             | 2           | 0           |
| 2014             | 11          | 0           |
| 2015             | 4           | 0           |
| 2016             | 10          | 0           |
| 2017             | 4           | 0           |
| 2018             | 12          | 0           |
| 2019             | 7           | 0           |
| 2020             | 3           | 0           |
| 2021             | 10          | 2           |
| 2022             | 6           | 1           |
| 2023             | 4           | 0           |
| 通算             | 81          | 3           |

### 代表での得点
| 得点 | 日時           | 場所                                         | キャップ | 対戦相手国 | スコア | 結果 | 試合概要                                         |
| ---- | -------------- | -------------------------------------------- | -------- | ---------- | ------ | ---- | ------------------------------------------------ |
| 1.   | 2021年7月3日   | ローマ、スタディオ・オリンピコ・ディ・ローマ | 62       | ウクライナ | 4-0    | 4-0  | UEFA EURO 2020                                   |
| 2.   | 2021年11月12日 | ロンドン、ウェンブリー・スタジアム           | 68       | アルバニア | 3-0    | 5-0  | 2022 FIFAワールドカップ・ヨーロッパ予選グループI |
| 3.   | 2022年12月4日  | アル＝ハウル、アル・バイト・スタジアム       | 73       | セネガル   | 1-0    | 3-0  | 2022 FIFAワールドカップ                          |

## タイトル
クラブ
リヴァプールFC
- フットボールリーグカップ : 2011-12,2021-22
- UEFAチャンピオンズリーグ : 2018-19
- UEFAスーパーカップ：2019
- FIFAクラブワールドカップ：2019
- プレミアリーグ : 2019-20
- FAカップ : 2021-22

個人
- FWA(イングランド・サッカー記者協会)年間最優秀選手賞 : 2019-20
- 大英帝国勲章 MBE : 2021